# 巴沃拉
巴沃拉（Bavla），是印度古吉拉特邦Ahmadabad县的一个城镇。总人口30851（2001年）。

## 人口
该地2001年总人口30851人，其中男性16349人，女性14502人；0—6岁人口4028人，其中男2252人，女1776人；识字率69.75%，其中男性为76.85%，女性为61.74%。